# Лотосовое дерево
Лотосовое дерево, или унаби африканская, или африканская грудная ягода (лат. Ziziphus lotus) — небольшое листопадное дерево семейства крушиновых (Rhamnaceae), произрастающее в Средиземноморском регионе.

## Описание

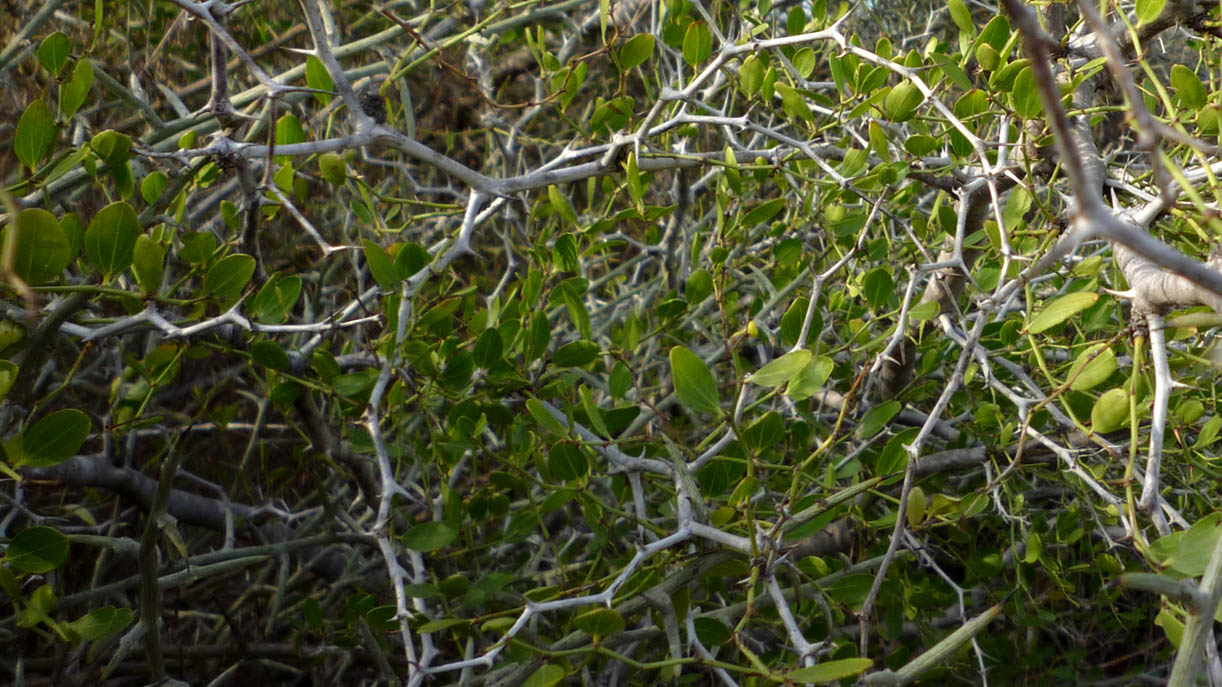
Лотосовое дерево

Лотосовое дерево представляет собой колючий кустарник высотой до двух-трёх метров, полусферической формы, с зигзагообразными стеблями и гладкой корой пепельного цвета. Листья простые, очередные, овальные, блестящие, безволосые, поникающие, около 5 см в длину. Цветки мелкие жёлтые, около 4 мм, звёздчатые. Съедобный плод — шаровидная костянка диаметром 1-2 см, похожая на оливку, при созревании от зелёного, тёмно-жёлтого до тёмно-красного цвета, сладкая, несколько кисловатая, желтоватая мякоть и грубая, блестящая кожица. Образует одно деревянистое семя с продольными бороздками.
В северном полушарии цветёт летом (с июня по июль), а плоды созревают осенью (с сентября по октябрь).

## Ареал
Ареал включает в себя: Алжир, Буркина-Фасо, Кипр, Египет, Греция, государства Персидского залива, Ливан, Сирия, Ливия, Мали, Мавритания, Марокко, Нигер, Палестина, Сицилия, Испания, ОАЭ, Тунис, Турция, Западная Сахара.
Растёт в засушливых районах и степях.

## Использование
Плоды используются в пищу человеком в качестве фруктов. Их также используют для приготовления консервов, варенья, или сушат, а затем превращают в муку для выпечки хлеба и т. д. Семена измельчают, чтобы получить амлу — марокканскую кусковую пасту, обычно приготовленную из арганового масла, миндаля или арахиса, а иногда и мёда или сахара.
Растение играет важную роль в закреплении почвы в засушливых и полузасушливых регионах, где эрозия почвы является серьёзной проблемой. Колючие ветки используются для создания преград для скота.
Цветы привлекательны для пчёл.

## В культуре
Считается, что именно плоды лотосового дерева поедают лотофаги в «Одиссее» Гомера.